# مريم (فلم 1929)
مريم (بالإيطالية: Miryam) هو فيلم أبيض وأسود درامي إيطالي صامت إنتاج عام 1929 أخرجه إنريكو غوازوني وبطولة إيزا بولا وكارلو غوالاندري وأريستيد غاربيني.

## أحداث الفيلم
تلتقي مريم ابنة الزعيم القبلي جمعت بالتبني، عالم إيطالي يدعى ماركو بالمي في صحراء ليبيا لإجراء أبحاث. لقائهم الأول لم يكن ودودًا، بعدها يسقط ماريو سجينًا من اللصوص، وتعرض عليهم الاحتفاظ به من أجل إذلاله، بمرور الوقت تقع مريم في حب الشاب الإيطالي وتصبح حاملاً منه، يحاول إبراهيم اللص الذي يريد مريم يرتب أن يترك ماريو في الصحراء ويخبر مريم أنه مات وهو يحاول الهرب. لكن ماريو تم أنقاذه من قبل قبيلة أخرى وتولت رعايته، يحاول اللص إبراهيم مرة أخرى إيذاء العاشقين، لكن يتدخل جمعت ليقتل اللص، ويخضع للقوة الإيطالية ويسمح للزوجين بالمغادرة إلى إيطاليا مع ابنهما المولود حديثًا والذي يدعى إيتالو.

## فريق التمثيل
- إيزا بولا في دور مريم
- أريستيد غاربيني في دور إبراهيم
- كارلو غوالاندري في دور ماريو بالمي
- إيزا بوزانكا في دور اولما

## روابط خارجية
- مريم  في قاعدة بيانات الأفلام على الإنترنت (بالإنجليزية)